# 张建启
张建启（1946年—），山东曹县人，中国人民解放军将领、中国人民解放军中将。 
毕业于哈尔滨军事工程学院核爆炸测试与分析专业，是中共党员。2005年，授予中国人民解放军中将，曾任总装备副部长。2008年起担任全国人大代表。